# Gustave Puissant
Pour les articles homonymes, voir Puissant.
Gustave Puissant, né le 24 mars 1830 à Auxerre et mort en novembre 1908 à Doué-la-Fontaine, est un homme de lettres français.

## Biographie

### Origines et débuts
Né le 24 mars 1830 à Auxerre, rue Traversière, Charles-Gustave Puissant est le fils d'Agathe-Élisa Bergerat et de Pierre Puissant, huissier.
Destiné à marcher dans les pas de son père en devenant huissier à son tour, Gustave Puissant est tout d'abord clerc d'huissier. Il décide cependant d'abandonner cette voie pour embrasser une carrière littéraire, et part tenter sa chance à Paris avec le parrainage de l'avocat Lepère. Selon Jean Richepin, qui fera la rencontre de Puissant en 1867 dans l'atelier d'André Gill, l'officier ministériel aurait été contraint de vendre sa charge et de quitter l'Yonne à la suite de fâcheuses « histoires ».
En 1865, Gustave Puissant, déjà « homme de lettres », épouse Alexandre dite Marie-Alexandrine Monoury (1848-1884), fille de vignerons auxerrois. Le couple habite alors au no 1 de la rue de la Pelleterie, dans l'île de la Cité, où naît leur fille Aline le 3 octobre. Par la suite, la famille habitera dans la rue Grégoire-de-Tours.

### DeLa RueauJournal du Peuple(1867-1870)

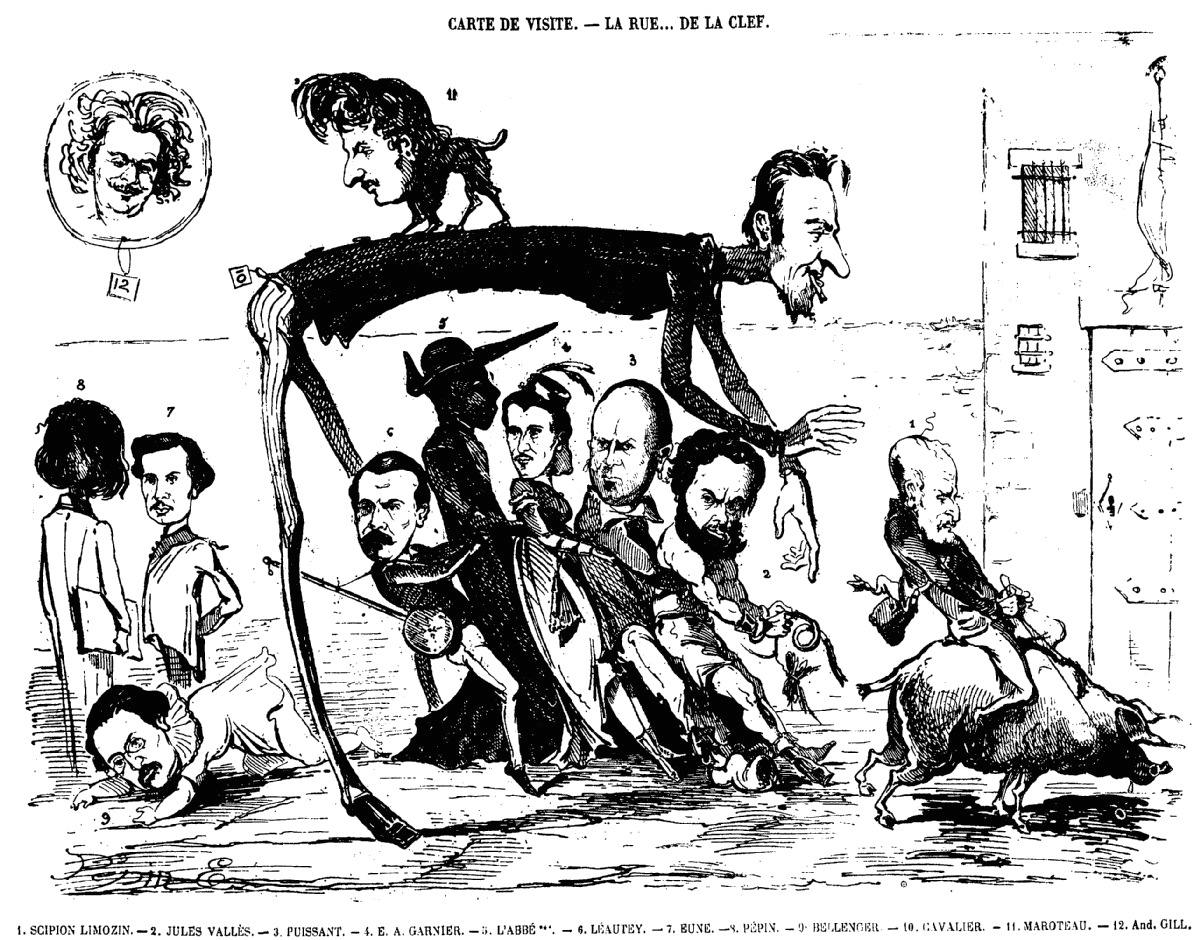
Caricature des rédacteurs de La Rue par Pépin (La Rue, 4 janvier 1868). Puissant est au milieu, derrière Vallès.

En 1867, Puissant écrit quelques articles dans des journaux, dont le Paris-Magazine et Le Figaro d'Hippolyte de Villemessant, mais il peine à joindre les deux bouts. Selon les Goncourt, qu'il rencontre le 19 mars, il en est « réduit, pour vivre, à copier de la musique sur d'imbéciles paroles gaies de Debraux ».
La même année, il rejoint la rédaction de La Rue de Jules Vallès, à qui il s'est présenté sous la recommandation des Goncourt et de Lepère. Il est alors remarqué avec une histoire courte fortement teintée d'humour noir, « Les Écrevisses du petit Auguste », publiée dans le premier numéro de cette revue littéraire, paru le 1er juin. Son ami Jules Claretie se souviendra quarante-et-un ans plus tard de ce « chef-d’œuvre féroce » : « c'était navrant, du Pétrus Borel écrit comme par Maupassant, ce Maupassant encore inconnu alors ». Francis Magnard, du Figaro, qualifie quant à lui ce récit d'« odieux ». L'été venu, Vallès retrouve Puissant à Vichy, où l'ancien huissier rédige Le Programme.
Puissant écrit depuis 1868 dans L'Éclipse. La même année, il signe sous un pseudonyme (Pierre Colinot), dans L'Art de Constant Cimetière. En 1869, il participe aux éphémères Le Peuple et Le Réfractaire de son ami Vallès, ainsi qu'à La Parodie de Gill.

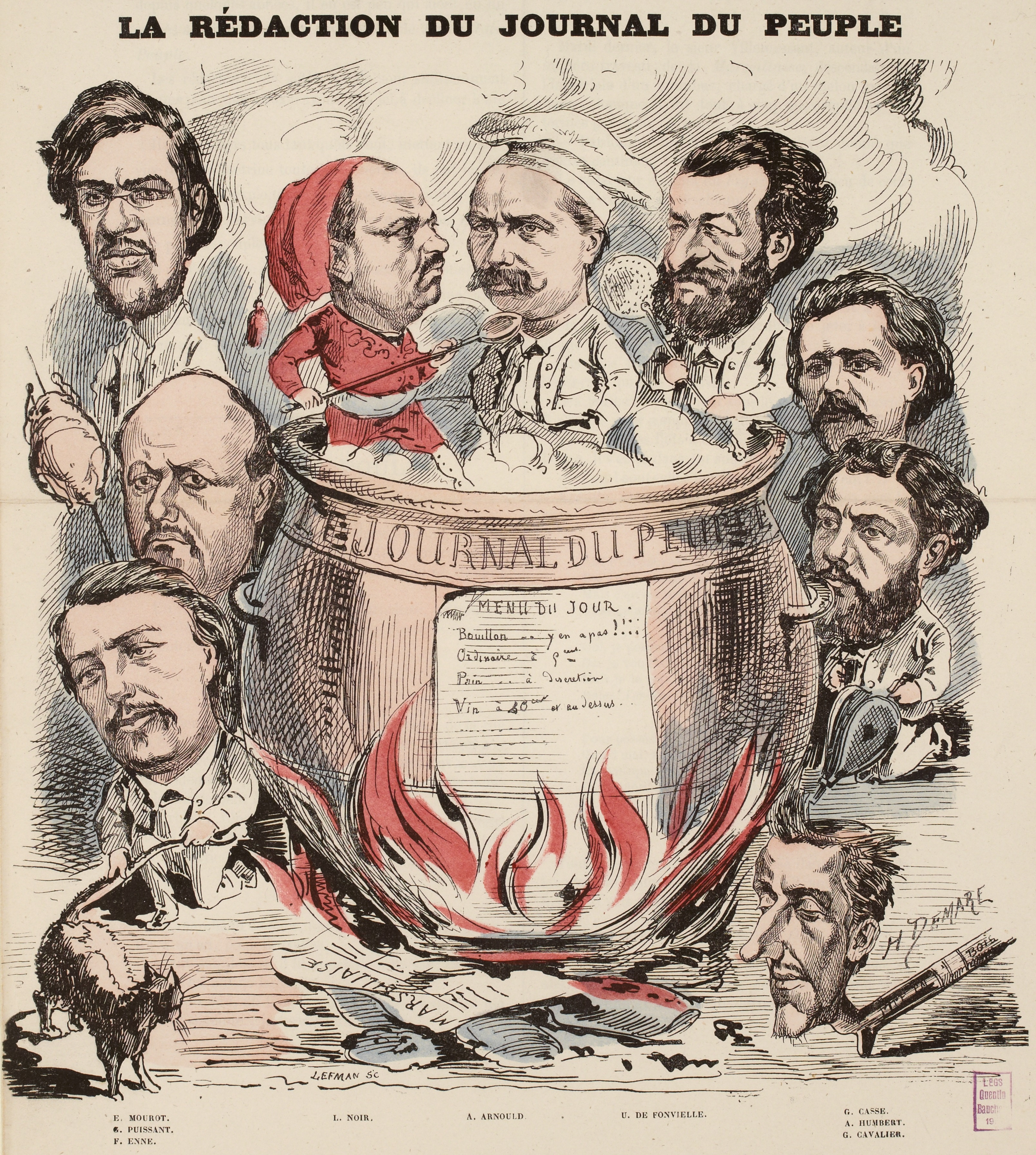
Caricature des rédacteurs du Journal du peuple par Demare (L'Alarme, juillet 1870). Puissant est à gauche, au milieu.

À partir du mois de décembre de la même année, il collabore au Père Duchêne de Gustave Maroteau, où il rencontre Maxime Vuillaume, puis à La Marseillaise d'Henri Rochefort. Au mois de février 1870, après la mort de Victor Noir, tué par Pierre Bonaparte, Rochefort et ses collaborateurs attaquent plus violemment que jamais le pouvoir bonapartiste : Puissant et ses collègues sont alors arrêtés. En juillet 1870, Puissant fait partie des anciens rédacteurs de La Marseillaise partis fonder Le Journal du peuple. Ce nouveau quotidien cesse de paraître dès le mois de septembre.

### De la guerre àLa Lanterne(1870-1877)
La guerre franco-allemande puis le siège de Paris suspendent la carrière journalistique de Puissant, qui occupe de modestes emplois, notamment à la mairie du 19e arrondissement ou dans le 6e arrondissement, où il accepte un poste de boucher municipal. Lacaze, qui avait joué un rôle important dans le lancement du Journal du Peuple, l'aide en l'hébergeant dans une chambre de bonne.
Pendant la Commune, Puissant se tient prudemment à l'écart de la capitale, ayant rejoint dès le 15 mars 1871 sa femme et sa fille à Auxerre, où il reste jusqu'au 2 août. Il retourne ensuite à Paris, au no 77 de la rue de la Butte-Chaumont, et rédige quelques articles pour L'Avenir national et Le Radical de 1871.
Confondu avec un homonyme, le tailleur de pierres Élysée-Fabien Puissant, capitaine d'habillement au 147e bataillon fédéré, il est condamné par contumace à la déportation dans une enceinte fortifiée et à la dégradation civique le 15 janvier 1873. Informé de cette erreur judiciaire, il en obtient la révision quelques mois plus tard.

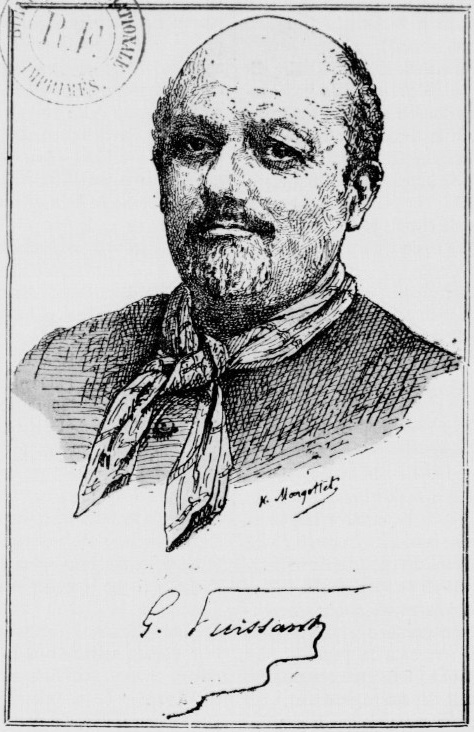
G. Puissant par Hippolyte Margottet (1875).

En 1875, il publie Toto vingt-cinq sacre!, un roman dont l'action se situe dans sa Bourgogne natale au temps de l'invasion de 1814. L'année suivante, il collabore au Scapin. En 1877, il devient l'un des premiers rédacteurs de La Lanterne, un nouveau quotidien revendiquant l'héritage de La Marseillaise de 1869.

### Chute et fin d'un «mouchard»
Coincé par la police après quelque délit qu'il aurait commis vers cette époque, ou bien dès les « histoires » qui l'auraient obligé de quitter Auxerre, une décennie plus tôt, Gustave Puissant a accepté de devenir un indicateur et de renseigner la préfecture de police, aussi bien sur les milieux d'extrême gauche qu'il côtoie à Paris que sur des communards en exil, auxquels il rend notamment visite en 1872. Il rédige ainsi de nombreux rapports, signés « no 5 », sur les faits et gestes de ses propres amis.
En février 1879, alors qu'il travaille pour La Lanterne et La Révolution française, dont il rédige la chronique théâtrale, il est brutalement renvoyé de ces journaux après la révélation de sa trahison.
Sa réputation étant désormais ternie, Puissant se retire de la scène journalistique et littéraire parisienne et s'installe au Pecq. Se dissimulant sous un pseudonyme basé sur le nom de jeune fille de son épouse (Armand Monoury), il vit, très modestement, entre la province et Paris.
La mort de son épouse, en 1884, l'internement de sa fille à la maison d'aliénés de Sainte-Gemmes, ainsi que la misère qui l'accable sans relâche, sont autant d'épreuves qui émeuvent d'anciens amis parisiens : Alphonse Daudet, Angelo Mariani, Émile Pouvillon et Jules Claretie s'efforcent de lui venir en aide. Il meurt en novembre 1908 à l'asile pour vieillards des Récollets, à Doué-la-Fontaine, près de Saumur, où il était pensionné depuis une dizaine d'années.
Sans révéler l'identité du défunt, Claretie lui consacre alors un long article dans Le Temps, intitulé « L'Homme sans nom ». Cet anonymat est cependant élucidé quelques jours plus tard par Maxime Vuillaume dans L'Aurore.